# 阪本勇
阪本 勇（さかもと いさお、1911年10月23日 - 1995年11月3日）は、日本の実業家。住友電工社長を務めた。

## 経歴
大阪府出身。1934年に京都帝国大学工学部電気工学科を卒業し、日本電気での勤務を経て、1942年に住友電気工業に転職。
取締役、常務、電線事業本部長、専務、副社長を経て、1969年10月から1973年11月までに社長を務め、1973年11月から1982年6月までに会長を務めた。
日本銅加工業者協議会会長、明電工取締役、日本原子力発電取締役なども歴任した。
1973年4月に藍綬褒章を受章し、1981年11月に勲二等旭日重光章を受章した。
1995年11月3日、心不全のために死去。84歳没。